# 이고 (고려 중기)
이고(李高, ? ∼ 1171년 1월)는 고려 후기의 무신이다.

## 생애
의종(毅宗)이 문신(文臣)만 우대하고 무신은 천대하는 데 분개하여, 1170년 의종이 보현원에 행차했을 때 이의방·정중부·채원 등과 함께 많은 문신을 죽였다. 이어 의종을 몰아내고 명종을 왕위에 오르게 하였다. 이듬해 무신들 사이에 분열이 생기자, 최고 권력자가 되려는 야심을 품고 현소 등 여러 무뢰배들과 함께 난을 일으키려고 했지만 채원이 이의방에게 이고의 반란 소식을 고발했고 1171년 1월에 이의방은 채원과 함께 궁문 뒤에서 이고 일당이 오기를 기다렸다가 이고를 철퇴로 때려죽였다고 전해진다.
그의 어머니도 피살되었으나, 그의 아버지는 본래 이고와 의절하고 있었으므로 죽음은 면하고 유배되었다.

## 대중 문화
영상 매체에서 이고를 연기한 배우는 다음과 같다.
- 박준규: 《무인시대》(KBS, 2003년~2004년)

## 같이 보기
- 무신정권

| 전 임 (고려 18대 의종) (정권 성립) | 고려 연립정권의 집권자(견제시기) 1170년 ~ 1171년 (이의방, 정중부와 공동) | 후 임 (무신정권 성립) 이의방 |